# What I've Been Looking For
What I've Been Looking For  (traducido a español: Lo que he estado buscando) es una canción de la película original de Disney Channel , High School Musical . La cantan Ashley Tisdale y Lucas Grabeel .

## En La Película
Después de varias actuaciones pésimas, Ryan y Sharpay Evans las estrellas de East High, realizan su versión de la canción, donde la Maestra Darbus queda fascinada. Aunque hayan creado una versión mejorada con una instrumentación diferente, la coreografía estaba muy bien preparada. Más allá de eso, fue un excelente número musical.

## Posiciones
| Posición | 6 |

## Versión Belanova
- Datos: Q2387922